# Charles Hoarau-Desruisseaux
Charles Hoareau-Desruisseaux est un administrateur colonial français, actif au début du XXe siècle, inspecteur général des colonies en Indochine et en Afrique. 

## Biographie
Charles Joseph Augustin Hoareau-Desruisseaux est le fils de Charles Jean Baptiste Hoareau-Desruisseaux et de Charlotte Louise Constante de Bernardy de Sigoyer.
Il est l'un des membres de la dernière mission effectuée par Pierre Savorgnan de Brazza en Afrique, de mars à septembre 1905, une enquête administrative portant sur les conditions de vie des indigènes au Congo français ; le rapport, mis en forme par Charles Hoarau-Desruisseaux, dénonce la collusion des intérêts de compagnies privées et de l'administration coloniale, ainsi que les sévices que subissent les indigènes ; il est édulcoré par Jean-Marie de Lanessan, tiré à seulement dix exemplaires en 1907, et finalement enterré ; il ne sera rendu public qu'en 2014.

## Ouvrages
- Aux colonies : impressions et opinions, Paris, E. Larose, 1911, 375 p. (lire en ligne).
- sous pseudonyme :
  - C. Hachede, Questions coloniales. Des groupements de colonies, à propos du projet de rattachement à Madagascar des îles des Comores et de la Réunion, Paris, Charles Lavauzelle, 1908, 70 p. (lire en ligne).